# Ябълково (област Кюстендил)
 За другото българско село с име Ябълково вижте Ябълково (Област Хасково).  
Ябълково е село в Западна България. То се намира в община Кюстендил, област Кюстендил.

## География
Село Ябълково се намира в Кюстендилската котловина в подножието на Конявската планина, на 6 км от град Кюстендил, на шосето Кюстендил — София, западно от река Струма. Има много добри природо-климатични условия за развитие на овощарство и животновъдство.
Самостоятелно село от 1946 г., дотогава е махала на село Жабокрът.

## Население
| Година    | 1946 | 1956 | 1965 | 1975 | 1984 | 2010 |
| Население | 260  | 300  | 503  | 1092 | 1026 | 923  |

## История
Селото възниква около 1866 г. като махала на село Жабокрът под името Кошарите. Селото е основано от преселници от село Долно село, Кюстендилско. От 1946 г. е самостоятелно село, наречено Ябълково. Основен поминък: земеделие и животновъдство. Поради близостта му до Кюстендил, голяма част от жителите му работят в града.
През 1948 г. е учредена всестранна кооперация „Съгласие“.
През 1951 г. е учредено ТКЗС „Т. Д. Лисенко“, което от 1960 г. е в състава на ДЗС – Кюстендил, а от 1979 г. е включено в състава на АПК „Осогово“ – гр. Кюстендил.
Селото е водоснабдено (1966) и електрифицирано (1944), част от улиците са асфалтирани. Има читалище, здравен пункт, поща, детска градина. Строят се множество нови частни и обществени сгради.
Ежедневна автобусна връзка с гр. Кюстендил.

## Религии
Село Ябълково принадлежи в църковно-административно отношение към Софийска епархия, архиерейско наместничество Кюстендил. Населението изповядва източното православие. Между 1995 и 2009 г. е построена църквата „Свети Георги Победоносец“ в центъра на селото, като предстои нейното изографисване.

## Обществени институции
- Кметство на с. Ябълково
- Институт по земеделие
- Читалище „Зора“ - създадено е през 1948 година[3]. Към 2022 година има регистрирани 66 членове и са проведени 28 събития в рамките на календарната година. Към читалището има женска вокална група „Айвания“, лазарки, танцов състав и сурвакарска група[4].

## Личности
- Кирил Кадийски (р. 1947), бългаски писател

## Редовни събития
- 26 октомври – Димитровден: празник на селото.
- През пролетта, обикновено в началото на април - конкурс за най-добър Ябълковски качамак[5].